# Halowe Mistrzostwa Świata w Lekkoatletyce 2022 – bieg na 800 m kobiet
Bieg na 800 metrów kobiet – jedna z konkurencji biegowych rozgrywanych podczas halowych lekkoatletycznych mistrzostw świata w Štark Arena w Belgradzie.
Tytułu mistrzowskiego z 2018 nie broniła Burundyjka Francine Niyonsaba.

## Terminarz
| Data     | Godzina |            |
| -------- | ------- | ---------- |
| 19 marca | 11:45   | Eliminacje |
| 20 marca | 18:05   | Finał      |

## Rekordy
W poniższej tabeli przedstawiono (według stanu przed rozpoczęciem mistrzostw) halowy rekord świata, rekord halowych mistrzostw świata, poszczególnych kontynentów oraz najlepszy wynik na listach światowych w 2022.
|                                   | Zawodniczka       | Wynik   | Miejsce    | Data                |
| --------------------------------- | ----------------- | ------- | ---------- | ------------------- |
| Halowy rekord świata              | Jolanda Čeplak    | 1:55,82 | Wiedeń     | 3 marca 2002(dts)   |
| Rekord halowych mistrzostw świata | Ludmila Formanová | 1:56,90 | Maebashi   | 7 marca 1999(dts)   |
| Halowy rekord Afryki              | Maria Mutola      | 1:57,06 | Liévin     | 21 lutego 1999(dts) |
| Halowy rekord Ameryki Południowej | Letitia Vriesde   | 1:59,21 | Birmingham | 23 lutego 1997(dts) |
| Halowy rekord Ameryki Północnej   | Ajeé Wilson       | 1:58,29 | Nowy Jork  | 8 lutego 2020(dts)  |
| Halowy rekord Australii i Oceanii | Toni Hodgkinson   | 2:00,36 | Paryż      | 9 marca 1997(dts)   |
| Halowy rekord Azji                | Miho Sato         | 2:00,78 | Jokohama   | 22 lutego 2003(dts) |
| Halowy rekord Europy              | Jolanda Čeplak    | 1:55,82 | Wiedeń     | 3 marca 2002(dts)   |
| Listy światowe                    | Keely Hodgkinson  | 1:57,20 | Birmingham | 19 lutego 2022(dts) |

## Wyniki
| WR – rekord świata \| CR – rekord mistrzostw świata \| NR – rekord kraju \| AR – rekord kontynentu \| WL – najlepszy wynik na listach światowych w sezonie 2022 \| SB – najlepszy wynik w sezonie \| PB – rekord życiowy |

### Eliminacje
Awans: Dwie najlepsze z każdego biegu (Q) oraz dwie z najlepszymi czasami wśród przegranych (q).
Źródło: World Athletics.
| Pozycja | Bieg | Tor | Zawodniczka             | Reprezentacja     | Czas               | Uwagi |
| ------- | ---- | --- | ----------------------- | ----------------- | ------------------ | ----- |
| 1.      | 3    | 2   | Habitam Alemu           | Etiopia           | 2:01,12            | Q,    |
| 2.      | 3    | 5   | Catriona Bisset         | Australia         | 2:01,24            | Q     |
| 3.      | 3    | 6   | Halimah Nakaayi         | Uganda            | 2:01,47            | Q     |
| 4.      | 1    | 6   | Natoya Goule            | Jamajka           | 2:01,65            | Q     |
| 5.      | 1    | 4   | Freweyni Hailu          | Etiopia           | 2:01,70            | Q,    |
| 6.      | 3    | 1   | Lindsey Butterworth     | Kanada            | 2:01,99            | Q     |
| 7.      | 1    | 3   | Jenny Selman            | Wielka Brytania   | 2:02,00            |       |
| 8.      | 3    | 3   | Angelika Cichocka       | Polska            | 2:02,01            |       |
| 9.      | 1    | 5   | Madeleine Kelly         | Kanada            | 2:02,06            |       |
| 10.     | 1    | 1   | Elena Bellò             | Włochy            | 2:02,35 (2:02,342) |       |
| 11.     | 1    | 2   | Olivia Baker            | Stany Zjednoczone | 2:02,35 (2:02,350) |       |
| 12.     | 2    | 2   | Ajeé Wilson             | Stany Zjednoczone | 2:03,42            | Q     |
| 13.     | 2    | 3   | Lorena Martín           | Hiszpania         | 2:03,85 (2:03,845) | Q     |
| 14.     | 2    | 5   | Tigist Girma            | Etiopia           | 2:03,85 (2:03,847) |       |
| 15.     | 3    | 4   | Naomi Korir             | Kenia             | 2:03,94            |       |
| 16.     | 2    | 4   | Hedda Hynne             | Norwegia          | 2:04,17            |       |
| 17.     | 2    | 1   | Síofra Cléirigh Büttner | Irlandia          | 2:06,99            |       |
| 18 !    | 2    | 6   | Keely Hodgkinson        | Wielka Brytania   | DNS                |       |

### Finał
Źródło: World Athletics.
| Pozycja | Tor | Zawodniczka         | Reprezentacja     | Czas    | Uwagi |
| ------- | --- | ------------------- | ----------------- | ------- | ----- |
| 01 !    | 2   | Ajeé Wilson         | Stany Zjednoczone | 1:59,09 | SB    |
| 02 !    | 2   | Freweyni Hailu      | Etiopia           | 2:00,54 | PB    |
| 03 !    | 6   | Halimah Nakaayi     | Uganda            | 2:00,66 |       |
| 4.      | 5   | Natoya Goule        | Jamajka           | 2:01,18 |       |
| 5.      | 4   | Catriona Bisset     | Australia         | 2:01,24 |       |
| 6.      | 4   | Lindsey Butterworth | Kanada            | 2:03,21 |       |
| 7.      | 3   | Habitam Alemu       | Etiopia           | 2:03,37 |       |
| 8.      | 1   | Lorena Martín       | Hiszpania         | 2:03,93 |       |